# Orden Kantakuzine Katarine Branković
Orden Kantakuzine Katarine Branković je počast koju Mitropolija Zagrebačko-ljubljanska dodjeljuje istaknutim članovima zajednice koji svojim radom promiču, štite i unapređuju položaj i vidljivost Srpske pravoslavne crkve. Počast je utemeljena 2007. godine povodom proslave 30. godišnjice ustoličenja zagrebačkoga mitropolita Gospodina Jovana Pavlovića. Tom je prilikom mitropolija naručila specijalnu ograničenu seriju kovanih medalja, diploma i popratnih certifikata koji su izrađeni u manastiru Sv. Roman u južnoj Srbiji, nedaleko od Niša. Orden nosi ime po Kantakuzini Katarini Branković, grofici iz 15. stoljeća, kao jednoj od istaknutih članova pravoslavne zajednice na području današnje Hrvatske.

## Nositelji ordena
Nepotpuni popis

### Orden prvoga reda
- Vladika srijemski Vasilije
- Arhiepiskop samarski Sergej[1]
- Drazen Juračić
- Jelena Skorup Juračić
- Nataša Ćećez Sekulić[2]
- Snežana Opačić[2]
- Mira Bićanić
- Gvido Di Antoni[3]
- Snežana Petrović[3]
- Draško Todorović
- Dušan Kolundžić

### Orden drugoga reda
- Monahinja Varvara iz Tolskog manastira (Rusija)[1]
- Vladimir Aleksandrovič Koveljev[1]
- Aleksandar Sergejevič Kotov[1]
- Monah Seraphim Glušakov[1]
- Monah Ivan Salnikov[1]
- Bojana Đerić[2]
- Danilo Jelić[2]
- Dario Pavlović
- Dragana Patković
- Dušan Tadić[2]
- Hristina Radmilović
- Jelena Jelić
- Jelena Lalić
- Jelena Šimpraga
- Marinko Repac
- Maša Samardžija
- Milica Mijatović
- Milan Uzelac[2]
- Milica Bradaš
- Milorad Subašić
- Miloš Vlaisavljević[2]
- Mirjana Šamara[2]
- Mirko Savković[2]
- Nikola Bradaš
- Nikola Malešević
- Sanja Tepšić[2]
- Slađana Radoš[2]
- Tatjana Dragičević
- Tea Kaurin[2]
- Vasko Tišma
- Zorica Kukavica[2]
- Željana Modrinić[2]
- Olga Jovanović-Milić[3]
- Milica Vračarević[3]
- Đorđe Sekulić[3]
- Božica Vasić[3]
- Živislavka Cvetković[3]
- Dušica Miladinović[3]
- Anđelka Vuković[3]
- Dušanka Đorđević[3]
- Olga Kostić[3]
- Božidarka Jevtić[3]
- Živanka Jovanović[3]